# Gonzalagunia chiapasensis
Gonzalagunia chiapasensis är en måreväxtart som först beskrevs av Paul Carpenter Standley, och fick sitt nu gällande namn av Paul Carpenter Standley och Julian Alfred Steyermark. Gonzalagunia chiapasensis ingår i släktet Gonzalagunia och familjen måreväxter. Inga underarter finns listade i Catalogue of Life.